# NAV-001
La concesión NAV-001 del Transporte Interurbano de Navarra (NBus) conecta Pamplona y Soria a través de Tafalla y Tudela, y está compuesta por dos líneas: 300 y 301.
Ambas líneas fueron inauguradas el 13 de noviembre de 2019, al igual que la nueva imagen del Transporte Interurbano de Navarra (NBus).

## Historia
Desde hace tiempo había una línea que conectaba Madrid con Soria y Pamplona (VNA-019). El Gobierno de Navarra, en el proceso de renovación y unificación de las líneas de transporte interurbano, redujo los servicios de la línea, uniendo Soria con Pamplona. Como resultado de ese proceso, esta concesión, y las dos líneas que la componen (300 y 301), inauguradas el 13 de noviembre de 2019, han sido las primeras en comenzar a funcionar bajo la imagen unificada de la red de NBus.

## Explotación
Actualmente la NAV-001 está siendo explotada, mediante concesión del Gobierno de Navarra, por CONDA.

## Líneas
La concesión consta de dos líneas, discurriendo ambas entren Pamplona y Soria. La línea 300 pasa por pueblos, y se denomina Pamplona-Soria por carretera, la cual cuenta con 8 paradas durante todo el trayecto. La línea 301 en cambio, se denomina Pamplona-Soria por autopista, y se trata de un enlace semidirecto con 1 a 3 paradas por el camino.

## Paradas
| Línea   | Línea   | Línea   | Línea   | Línea   | Parada       | Correspondencia                                     | Correspondencia                       |
| 300 301 | 300 301 | 300 301 | 300 301 | 300 301 | Parada       | NBus                                                | Transporte urbano                     |
| ------- | ------- | ------- | ------- | ------- | ------------ | --------------------------------------------------- | ------------------------------------- |
|         | ■       |         | ■       |         | Pamplona     | 320 321 322 350 370 371 372                         | Transporte Urbano Comarcal            |
|         | ■       |         | ■       |         | Tafalla      | 320 321 322 323 324 325 326 327 329 330 331 332 333 | 328 Urbano de Tafalla                 |
|         | ■       |         |         |         | Alfaro       |                                                     |                                       |
|         |         |         | ■       |         | Tudela       | 350 351 352 353 354 355                             | Transporte urbano de Tudela LR LA LP  |
|         | ■       |         |         |         | Corella      | 352                                                 |                                       |
|         | ■       |         | ■       |         | Cintruénigo  | 352                                                 |                                       |
|         | ■       |         |         |         | Fitero       | 352                                                 |                                       |
|         | ■       |         |         |         | Valverde     |                                                     |                                       |
|         | ■       |         |         |         | Ágreda       |                                                     |                                       |
|         | ■       |         |         |         | Matalebreras |                                                     |                                       |
|         | ■       |         | ■       |         | Soria        |                                                     | Transporte Urbano de Soria L2 L4 EX C |

## Frecuencias

### Pamplona → Soria
| N° Línea | Paradas                                     | Paradas | Paradas | Paradas | Paradas | Paradas     | Paradas | Paradas  | Paradas | Paradas      | Paradas |
| N° Línea | Pamplona                                    | Tafalla | Alfaro  | Tudela  | Corella | Cintruénigo | Fitero  | Valverde | Ágreda  | Matalebreras | Soria   |
| -------- | ------------------------------------------- | ------- | ------- | ------- | ------- | ----------- | ------- | -------- | ------- | ------------ | ------- |
| 301      | 1:00                                        | 1:30    |         | 2:20    |         |             |         |          |         |              | 3:30    |
| 301      | 8:15                                        |         |         |         |         | 9:30        |         |          |         |              | 10:30   |
| 301      | 10:00                                       | 10:30   |         | 11:20   |         | 11:50       |         |          |         |              | 12:50   |
| 300      | 11:00                                       | 11:30   | 12:10   |         | 12:20   | 12:30       | 12:35   | 12:50    | 13:05   | 13:20        | 13:50   |
| 301      | 14:15                                       | 14:45   |         | 15:35   |         |             |         |          |         |              | 16:45   |
| 301      | 16:15                                       |         |         | 17:30   |         | 18:00       |         |          |         |              | 19:00   |
| 301      | 18:15                                       | 18:45   |         | 19:35   |         | 20:05       |         |          |         |              | 21:10   |
|          | Sólo presta servicio los Viernes y Domingos |         |         |         |         |             |         |          |         |              |         |

### Soria → Pamplona
| N° Línea | Paradas                                     | Paradas      | Paradas | Paradas  | Paradas | Paradas     | Paradas | Paradas | Paradas | Paradas | Paradas  |
| N° Línea | Soria                                       | Matalebreras | Ágreda  | Valverde | Fitero  | Cintruénigo | Corella | Tudela  | Alfaro  | Tafalla | Pamplona |
| -------- | ------------------------------------------- | ------------ | ------- | -------- | ------- | ----------- | ------- | ------- | ------- | ------- | -------- |
| 301      | 4:00                                        |              |         |          |         |             |         | 5:10    |         | 6:00    | 6:30     |
| 301      | 11:15                                       |              |         |          |         | 12:15       |         | 12:45   |         | 13:35   | 14:10    |
| 301      | 13:20                                       |              |         |          |         | 14:20       |         |         |         |         | 15:35    |
| 300      | 15:00                                       | 15:30        | 15:40   | 15:55    | 16:10   | 16:20       | 16:25   |         | 16:35   | 17:20   | 18:00    |
| 301      | 18:00                                       |              |         |          |         |             |         | 19:10   |         | 20:00   | 20:30    |
| 301      | 19:15                                       |              |         |          |         | 20:15       |         | 20:45   |         | 21:35   | 22:10    |
| 301      | 22:30                                       |              |         |          |         | 23:30       |         | 0:00    |         |         | 1:15     |
|          | Sólo presta servicio los Viernes y Domingos |              |         |          |         |             |         |         |         |         |          |

## Futuro
Por ahora no esta previsto la ampliación o cambio del servicio.

## La referencia
1. ↑  EP (12 de noviembre de 2019). «Arranca la nueva concesión de transporte público entre Pamplona y Soria con una apuesta por la movilidad eficiente». 20 minutos. Consultado el 8 de abril de 2022.
2. ↑  Redacción (10 de octubre de 2019). «Se renuevan los autobuses y se reduce el precio en la línea Pamplona-Soria». Navarra Información. Consultado el 8 de abril de 2022.
3. ↑  Europa Press (6 de octubre de 2020). «Las nuevas concesiones de transporte interurbano de Navarra darán servicio a 17.000 ciudadanos más». Diario de Noticias. Consultado el 8 de abril de 2022.

- Datos: Q89565266
- Multimedia: NAV-001 / Q89565266